# Aizoanthemum
Aizoanthemum ist eine Pflanzengattung in der Familie der Mittagsblumengewächse (Aizoaceae). 

## Beschreibung

### Vegetative Merkmale
Die Arten der Gattung Aizoanthemum wachsen als einjährige, krautige Pflanzen mit aufrechten bis ausgespreizten, selten niederliegenden Zweigen. Ihre jungen Internodien sind mit länglichen Papillen, ältere mit entfernt stehenden, kürzeren Papillen besetzt. Eingetrocknet erscheinen die Papillen wie flache Schuppen.
Die wechselständigen Laubblätter sind nur im distalen Teil des Blütenstandes gelegentlich gegenständig. Sie sind verlängert oval und häufig zu ihrer Basis hin verjüngt. Manchmal ist ein Blattstiel vorhanden. Die Papillen sind niedrig und unscheinbar oder mehr hervortretend.

### Generative Merkmale
Die Blüten stehen in großen Blütenständen, die mehr oder weniger die gesamte Pflanze umfassen. Meist sind sie ausschließlich distal verzweigt. Ihr Perigon ist außen papillat und innen grünlich, weiß oder gelb. Die Perigonzipfel sind alle mehr oder weniger gleich lang. Es sind ein mittelständiger Fruchtknoten sowie zahlreiche an ihrer Basis flache Staubblätter vorhanden.
Die mehr oder weniger kugel- oder säulenförmigen Kapselfrüchte sind fünf bis zehnfächrig. Ihre Klappen öffnen sich vollständig durch parallele, lange Quellleisten, die von der Mitte der Frucht bis zu den Klappenspitzen reichen. Die Früchte enthalten dunkelbraune bis schwarze, nierenförmige bis runde, konzentrisch gerippte Samen.

## Systematik und Verbreitung
Das disjunkte Verbreitungsgebiet der Gattung Aizoanthemum erstreckt sich einerseits vom Süden Angolas bis in den Norden Namibias. Andererseits reicht es von den Kanarischen Inseln und Südspanien entlang der Südküste des Mittelmeers bis nach Syrien, Armenien, den Irak und den Iran. Die Pflanzen wachsen meist in Küstennähe auf sandigen Böden. 
Die Erstbeschreibung erfolgte 1957 durch Hans Christian Friedrich. Die Gattung Aizoanthemum umfasst folgende Arten:
- Aizoanthemum dinteri (Schinz) Friedrich
- Aizoanthemum galenioides (Fenzl ex Sond.) Friedrich
- Aizoanthemum hispanicum (L.) H.E.K.Hartmann
- Aizoanthemum mossamedense (Welw. ex Oliv.) Friedrich
- Aizoanthemum rehmannii (Schinz) H.E.K.Hartmann

Durch Klak et al. 2017 wurde für Aizoanthemum hispanicum (L.) H.E.K.Hartmann eine monotypische Gattung Aizoanthemopsis Klak aufgestellt. Ihre einzige Art ist Aizoanthemopsis hispanica (L.) Klak. Das Verbreitungsgebiet der Gattung Aizoanthemum ist seit Klak et al. 2017 nicht mehr disjunkt. Es erstreckt sich seither nur noch vom südlichen Angola bis westlichen Namibia und Südafrika.

## Nachweise